# Seneca (film)
Pour les articles homonymes, voir Seneca.
Pour plus de détails, voir Fiche technique et Distribution.
Seneca est un film allemand réalisé par Robert Schwentke, sorti en 2023.

## Synopsis
Conseiller à la cour impériale sous Caligula puis Claude, Sénèque, un temps exilé en Corse, est rappelé comme tuteur du jeune Néron. Lorsque ce dernier accède au pouvoir, Sénèque en devient le conseiller, mais tombe bientôt en disgrâce : Néron va profiter de la conjuration de Pison pour s'en débarrasser, et pour le pousser au suicide envoie un émissaire au domicile de Sénèque. Celui-ci y fait jouer sa pièce Thyeste avec pour acteurs son médecin personnel Statius et son jeune élève Lucilius, et pour spectateurs six amis : son disciple Fabius, la veuve Lucia, et deux couples d'amis (Rufus et Balbina, Decimus et Cecilia).

## Fiche technique
- Titre : Seneca
- Réalisation : Robert Schwentke
- Scénario : Robert Schwentke et Matthew Wilder
- Musique : Martin Todsharow
- Photographie : Benoît Debie
- Montage : Michal Czarnecki
- Production : Frieder Schlaich et Irene von Alberti
- Société de production : Dropkick Pictures, Filmgalerie 451, Kasbah Films, ZDF et Arte
- Pays :  Allemagne
- Genre : Biopic et drame
- Durée : 112 minutes
- Dates de sortie : 
  -  Allemagne : 23 mars 2023

## Distribution
- John Malkovich : Sénèque
- Tom Xander : Néron
- Andrew Koji : Felix
- Samuel Finzi : Statius / Atrée dans la pièce
- Louis Hofmann : Lucilius / Thyeste dans la pièce
- Lilith Stangenberg : Paulina, l'épouse de Sénèque
- Wolfram Koch : Fabius
- Geraldine Chaplin : Lucia
- Julian Sands : Rufus
- Samia Muriel Chancrin : Balbina, l'épouse de Rufus
- Alexander Fehling : Decimus
- Annika Meier : Cecilia, l'épouse de Decimus
- Mary-Louise Parker : Agrippine la Jeune
- Nadia Benzakour : Poppée
- Laurean Wagner : Tigellin
- Blerim Destani : Pison
- Guido Broscheit : Lucius
- Waldemar Kobus : le sergent
- Jefferson Mays : le narrateur (voix)

## Distinctions
Le film a été nommé au Deutscher Filmpreis des meilleurs maquillages.